# Епархия Фресно

Герб епархии Фресно

Епархия Фресно (лат. Dioecesis Fresnensis) — епархия Римско-Католической церкви с центром в городе Фресно, США. Епархия Фресно входит в митрополию Лос-Анджелеса. Кафедральным собором епархии Фресно является Собор святого Иоанна.

## История
6 октября 1967 года Римский папа Павел VI издал буллу De fidelium bono, которой учредил епархию Фресно, разделив епархию Монтерея-Фресно на две епархии.

## Ординарии епархии
- епископ Тимоти Мэннинг (16.10.1967 — 26.05.1969) — назначен архиепископом-коадъютором, позднее архиепископом Лос-Анджелеса, кардинал с 1973
- епископ Хью Алоизиуc Донахью[англ.] (22.08.1969 — 01.07.1980)
- епископ Хосе де Хесус Мадера-Урибе[англ.] (01.07.1980 — 28.05.1991)
- епископ Джон Томас Стейнбок[англ.] (15.10.1991 — 05.12.2010)
- епископ Армандо Хавьер Очоа[англ.] (01.12.2011 — 05.03.2019)
- епископ Джозеф Винсент Бреннан[англ.] (с 05.03.2019)

## Источник
- Annuario Pontificio, Libreria Editrice Vaticana, Città del Vaticano, 2003, ISBN 88-209-7422-3
- Булла De fidelium bono